# Скаполіти

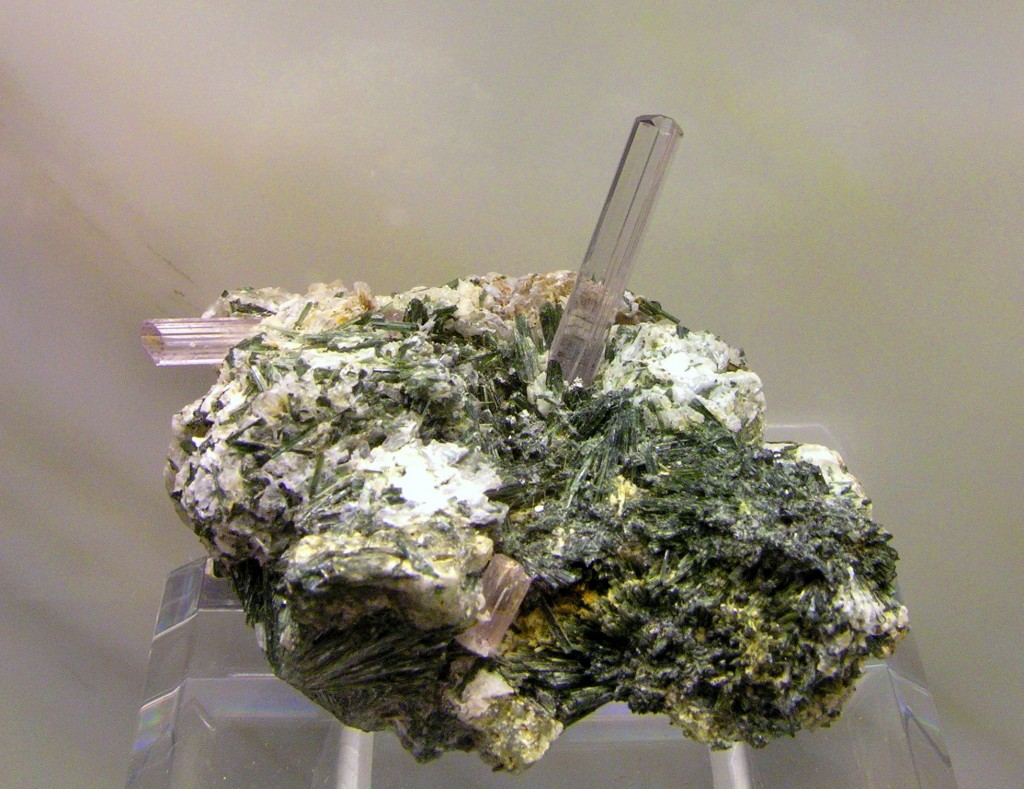
Скаполіт.

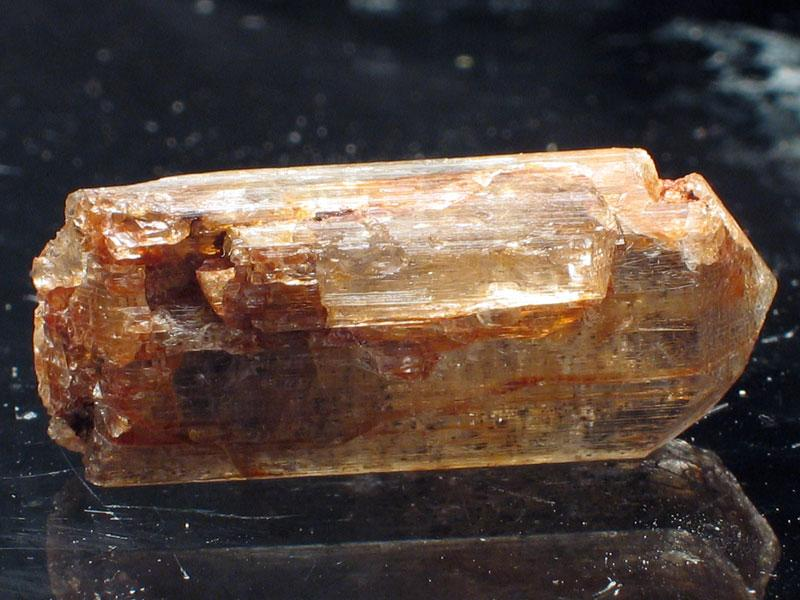
Скаполіт.

Скаполіти — група мінералів — алюмосилікатів натрію і кальцію каркасної будови з непостійним складом, тотожних кристалографічно але різних за хімічним складом і питомою вагою. За складом близькі до плагіоклазу, але з додатковими аніонами — [Cl]-, [CO3]2-, [SO4]2-. Назва — від грец. "скапос" — «стебло, стрижень» і «літос» — «камінь» (J.B.D'Andrada, 1800). Синоніми — елайншпат, елаїншпат, вернерит.

## Опис
Формула: (Na, Ca)8[Al2Si2O8]6(Cl2,SO4,CO3)2. Мінерали групи скаполіту утворюють безперервний ізоморфний ряд, крайні члени якого — маріаліт і мейоніт в чистому вигляді в природі невідомі. Проміжні члени ряду виділяються як різновиди: дипір (20-50 % мейонітового компонента) і міцоніт (50-80 %). Відомі домішки Fe, Mg, Ti, Mn.
Сингонія тетрагональна. Тетрагонально-дипірамідальний вид. Форми виділення: великі призматичні кристали квадратного перетину, друзи, зернисті, променисті, волокнисті або щільні аґреґати. Густина 2,55-2,78. Тв. 5,5-6,5. Безбарвний або забарвлений у білий, жовтий, зелений, бурий колір. Блиск скляний, на площинах спайності перламутровий. Злом нерівний. Крихкий. Зустрічається в метаморфічних і метасоматичних комплексах, в пегматитах і пневматолітових утвореннях (у порожнинах вулканічних порід). Утворює псевдоморфози по польовому шпату. Супутні мінерали: гранат, епідот, авгіт, везувіан.

## Поширення
Тосаталь (північ Італії), Арендаль (Норвегія), Тунаберг (Швеція), Ісокі (о. Мадагаскар), Памір. В Україні є в межах Українського щита.

## Використання
Використовується як виробне каміння. Прозорі великі (фіолетові, рожеві, жовті) кристали — ювелірна сировина.

## Різновиди
Розрізняють: скаполіт благородний, скаполіт коштовний (рідкісні прозорі різновиди скаполіту ювелірної цінності; приклад — прозорий різновид скаполіту з Ісокі, о. Мадагаскар), скаполіт натрієвий (маріаліт); скаполіт рожевий (прозорий скаполіт з М'янми, ювелірний камінь); скаполіт № 55 або скаполіт синій (різновид скаполіту, забарвлений в синюватий і фіолетовий колір з деяких родов. Слюдянки, Сибір), скаполіт сульфатистий (різновид скаполіту з додатковим аніоном SO42-).